# Crosbie Garstin
Crosbie Alfred Norman Garstin, född 7 maj 1887 i Newlyn, Cornwall, död 19 april 1930 i Salcombe, var en brittisk författare.
Crosbie Garstin studerade i Storbritannien och Tyskland, varpå han for över till Nordamerika där han bland annat arbetade som hästdressör i Förenta staterna, sågverksarbetare i Kanada och gruvarbetare på stillahavskusten. Han återvände vid första världskrigets utbrott och anmälde sig som frivillig, och hade olika uppdrag, tills han demobiliserades 1919. Garstin, som var en utpräglad friluftsmänniska, skrev vers (Vagabond verses, 1917), bidrag till skämttidningen Punch (The Mudlarks, 1918, The Mudlarks again, 1919) och berättelser kännetecknade av spänning och humor, såsom The owl's house (1923, svensk översättning 1929), High noon (1925, svensk översättning Ortho, den oemotståndlige, 1929) och The west wind (1926, svensk översättning ödet-ärkeskojaren!, 1929), som bildar en trilogi med motiv från internationellt sjömansliv under slutet av 1700-talet och början av 1800-talet, The dragon and the lotus (1928), Houp la (1929) och China seas (1930, svensk översättning I kinesiska farvatten, 1932).